# Bat Without Wings
Bat Without Wings (Wúyì biānfú) est un film hongkongais réalisé par Chu Yuan et sorti en 1980. 

## Histoire
Cinq années après que le mystérieux expert en arts martiaux éponyme surnommé « La-Chauve-Souris-sans-Ailes », un érotomane visiblement fan de Gene Simmons, ait été attaqué par 28 de ses collègues et semble-t-il assassiné, divers indices laissent à penser qu'il serait de retour : trois personnages se lancent alors sur ses traces, dans un jianghu où les faux-semblants servent de paravent aux coups-fourrés.

## Fiche technique
- Titre original : Bat Without Wings
- Réalisation : Chu Yuan
- Scénario : Chu Yuan, d'après un roman de Huang Ying
- Photographie : Huang Chieh
- Chorégraphie des combats : Tang Chia
- Musique : Eddie H. Wang
- Société de production : Shaw Brothers
- Pays d'origine : Empire britannique (colonie de Hong Kong)
- Langue originale : mandarin
- Format : Couleurs - 2,35:1 - Mono - 35 mm
- Genre : wuxiapian gothique
- Durée : 88 min
- Date de sortie : 1980

## Distribution
- Erh Tung-sheng : Xiao Qi dit « L'Épée-au-Cœur-Brisé », une fine lame
- Ku Feng : Sima Zhong-yuan dit « La-Paume-de-Fer », un maitre en arts martiaux et en chausses-trappes
- Ching Li : Sima Dong-cheng, fille du précédent, une redoutable épéiste
- Tang Ching : un aliéné
- Ouyang Pei-shan : Lei Feng, fille de maître Lei Xun, une épéiste douée / Ximen Luo-ye, une des plus belles femmes du jianghu et experte en arts martiaux
- Jason Pai Piao : Linghu, un expert en arts martiaux victime d'un accident du travail, ex-fiancé de Sima Dong-cheng
- Wang Yong : Lei Xun, chef de l'agence de sécurité Zhenyuan
- Ku Kuan-chung : Han Shen, fiancé de Lei Feng, un redoutable épéiste
- Yang Chih-ching : le portier de la maison Lei
- Ching Miao : Shang-guan Wang-sun, un homme prospère mais ne pratiquant pas les arts martiaux
- Ai Fei : Leng Qiuyun, dit « Le-Lettré-aux-Mille-Visages »,  un expert en arts martiaux
- Yuen Bing : Wang Wu-xie dit « Wuxie-les-Poisons », un assassin professionnel
- Liu Hui-ling : Wu Liang, la gouvernante de la maison Sima
- Yuen Wah : Xu Fang, un assassin professionnel